# Saxtorps socken
Saxtorps socken i Skåne ingick i Harjagers härad, med en del i Rönnebergs härad före 1899, uppgick 1967 i Landskrona stad och området ingår sedan 1971 i Landskrona kommun och motsvarar från 2016 Saxtorps distrikt.
Socknens areal är 16,44 kvadratkilometer varav 16,28 land. År 2000 fanns här 3 242 invånare. Godset Tågerup, delar av tätorterna Häljarp och Saxtorpsskogen samt kyrkbyn Saxtorp med sockenkyrkan Saxtorps kyrka ligger i socknen. 

## Administrativ historik
Socknen har medeltida ursprung.
Den 1 januari 1952 (enligt beslut den 16 februari 1951) överfördes den del av Södra Möinge by som låg i Saxtorps socken, omfattande 3,26 km², varav allt land, och 81 invånare till Billeberga socken.
Vid kommunreformen 1862 övergick socknens ansvar för de kyrkliga frågorna till Saxtorps församling och för de borgerliga frågorna bildades Saxtorps landskommun. Landskommunen uppgick 1952 i Dösjebro landskommun som upplöstes 1967 då denna del uppgick i Landskrona stad som 1971 ombildades till Landskrona kommun. Församlingen uppgick 2006 i Saxtorp-Annelövs församling som 2010 uppgick i Häljarps församling
1 januari 2016 inrättades distriktet Saxtorp, med samma omfattning som församlingen hade 1999/2000.
Socknen har tillhört län, fögderier, tingslag och domsagor enligt vad som beskrivs i artikeln Harjagers härad. De indelta soldaterna tillhörde Norra skånska infanteriregementet, Onsjö kompani och Skånska husarregementet, Landskrona skvadron.

## Geografi
Saxtorps socken ligger sydost om Landskrona vid Öresund, Lundåkrabukten, och kring Saxån. Socknen är en odlad slättbygd med skog vid kusten.

## Fornlämningar
Boplatser från stenåldern och järnåldern är funna.

## Namnet
Namnet skrevs under 1200-talets senare del Saxsthorp och kommer från kyrkbyn. Efterleden är torp, 'nybygge'. Förleden är troligen ett äldre namn på Saxån, Sax från sax, 'kniv; svärd' syftande på åns nedskärning. Alternativ tolkning av förleden är att det innehåller mansnamnet Sax..